# Ford Nunataks
I Ford Nunataks (in lingua inglese: Nunataks Ford) sono un grappolo di nunatak e bassi picchi rocciosi isolati, che si innalzano al di sopra di un insieme di creste sommerse dal ghiaccio per una lunghezza di circa 17 km, situati 13 km a nordovest del Murtaugh Peak, nel Wisconsin Range della catena dei Monti Horlick, nei Monti Transantartici, in Antartide.
Il gruppo di nunatak è stato mappato dall'United States Geological Survey (USGS) sulla base di rilevazioni e foto aeree scattate dalla U.S. Navy nel periodo 1959-60.
La denominazione è stata assegnata dall'Advisory Committee on Antarctic Names (US-ACAN), in onore di Franklin E. Ford, meccanico che faceva parte del gruppo che ha trascorso l'inverno 1961 presso la Stazione Byrd e l'inverno 1965 presso la Base Amundsen-Scott.